# チベット学
チベット学（チベットがく、英語: Tibetology）は、チベットおよびチベット民族の歴史や文化を研究する学問である。オリエンタリズムとしての東洋学に属する。蔵学（ぞうがく）、西蔵学（せいぞうがく）とも。

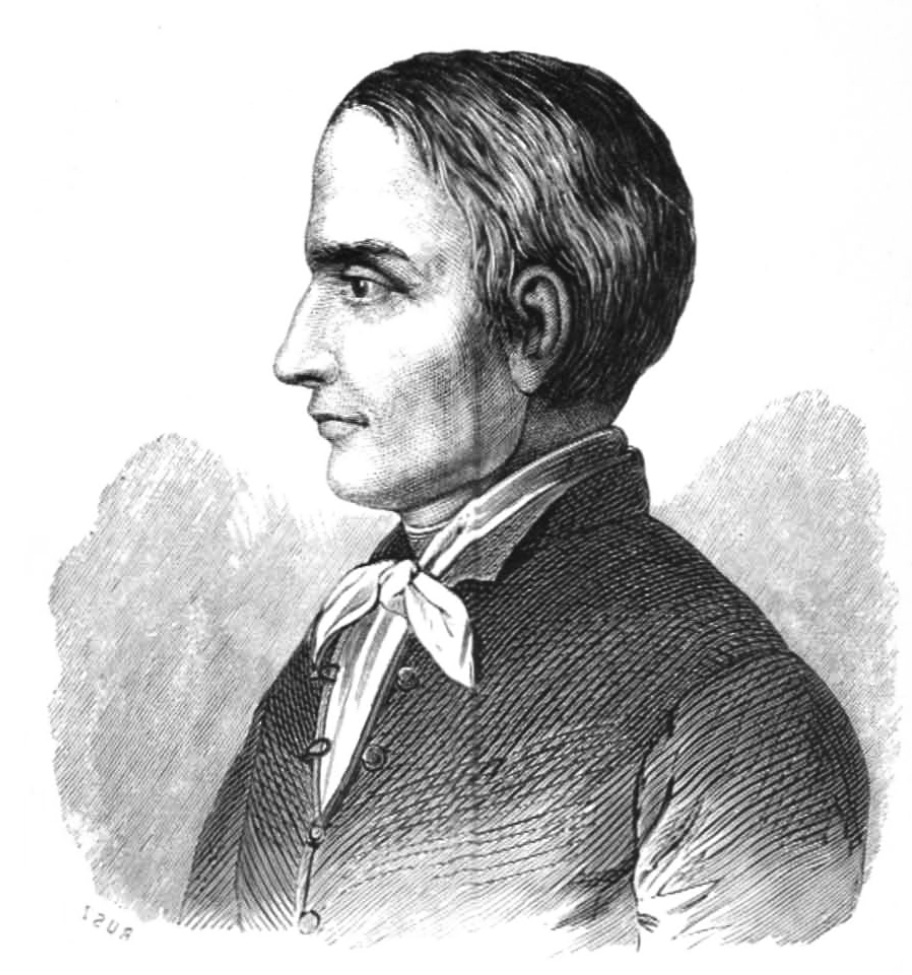
チベット学の創始者 - ハンガリーの東洋言語学者ケーレシ・チョマ・シャーンドル

## 概要

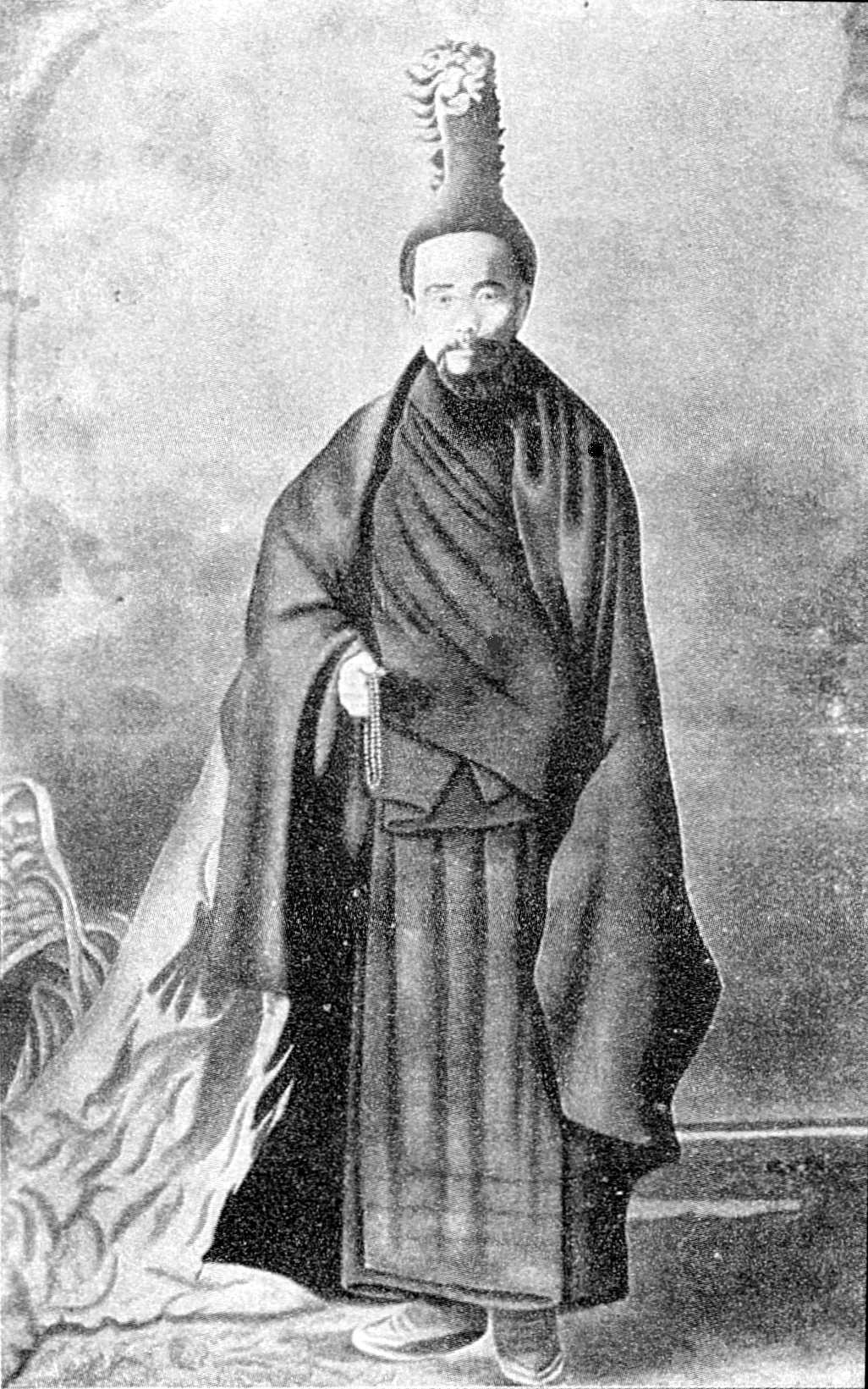
1902年、ダージリンでラマの姿をした河口慧海

西洋のチベット学は宣教師の伝道から始まる。16世紀末、チベットにキリスト教徒ありと信じ宣教師が伝道に向かったという。宣教師も文献学的方法でチベット文化を解読しようとした。それは資料収集、辞書文法編纂、校訂翻訳、文化解読という手法を用いる文献学や聖書学に基づいていた。それが「言語資料にもとづいて一民族ないしその文化の特徴、ならびにその発展を研究の対象とする学問」（原實）と一般に解される文献学となる。このように初期においてチベット研究は、その国の文化をよく理解している国に統治権があるというオリエンタリズムの面から推し進められた。オリエンタリズムはナポレオンのエジプト遠征の頃から植民地支配に利用された。それは収集保存し、研究展示するという博物館の役割が社会統制具として機能したのと同様のことである（ナポレオンもルーヴル美術館をナポレオン博物館と呼び、これを社会統制に利用した）。
そのように、植民地主義と帝国主義の時代の列強諸国や西洋の人々は、上記の方法を用いてオリエンタリズム的姿勢でチベットの文化解読に臨んだ。地理的に隣接するロシアがチベット研究では抜きん出ていた。中国による1950年からの中央チベット侵攻と1959年に至るチベット動乱以前には、各国の図書館などに収蔵された乏しい資料を対象とする文献研究が主流で、いくつかの辞書や目録を頼りとするものであった。1959年以後、亡命チベット人学者の情報と豊富な文献が入手できるようになり、次第に植民地主義も廃れ統治権のために研究するというオリエンタリズムは政治的に意味をなさなくなり、そこから脱却した研究が行われようになった。特に21世紀へ入ってからの西洋での研究は量的にも内容的にも充実してきている。中国では遅れてきたオリエンタリズムのチベット研究が20世紀末から盛になった。

## 各論
チベット学前史としての宣教師のチベット学、植民地主義に推進されたオリエンタリズムとしてのチベット学、オリエンタリズムから脱却したチベット学の三つに区分して述べる。もちろん便宜的なもので、実際には衰退した方法も平行して存続し、複雑に交錯している。

### 宣教師のチベット学

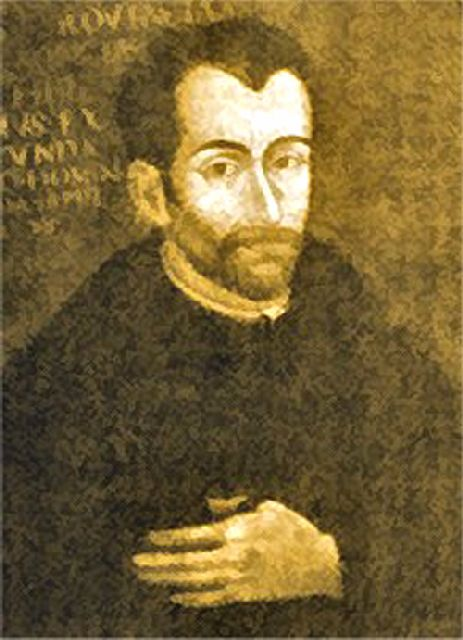
アントニオ・デ・アンドラーデ

中国や日本では古くから知られ、西洋でも知られていたが、近代西洋人の間でチベットの存在が意識されたのは、17世紀初頭にポルトガル人宣教師アントニオ・デ・アンドラーデがチベットに入ったことが端緒とされる。多くの宣教師が記録を残したが、西洋人のチベット研究で高い評価を受けるのは、1716年にチベットに入ったイタリア人宣教師イッポリト・デジデリである。彼はチベットのラサに1721年まで滞在し、チベット語・歴史・文化を学び、帰国して『チベットの報告』を書いた。

### オリエンタリズムとしてのチベット学
19世紀から、中国がチベットに侵攻する1959年までの時代には、入手困難な文献を対象として分析解釈する、まさにオリエンタリズムとして研究された。それゆえ概説で述べたオリエンタリズムの手法、資料収集と目録化、辞書と文法、校訂と翻訳、文化解読という四項目に分けて述べる。

#### 資料収集と目録化

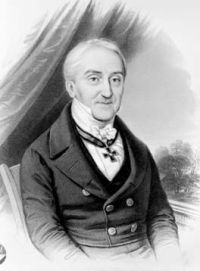
ヤコブ・シュミット

チベット学の祖とされるハンガリーの学者ケーレシ・チョマは1820年にチベットに入りチベット語を学び、いくつかのチベット文献を持ち帰った。それらの目録は1942年に出版されて以降、何度か編纂されている。チョマは1836年と1839年にカンギュルの分析を発表した。
カンギュルとは「訳された全ての経典」を意味し、テンギュルは「訳された全ての論書」を意味する。経典は仏説を意味し、論書は諸師が解説したものを意味する（経典#チベット語訳経典参照）。前者を釈説部、後者を論疏部などとも呼ぶ。カンギュルとテンギュルを合わせたものをチベット大蔵経とも呼ぶ。それに含まれないチベット人諸師撰述文献を蔵外文献とも呼ぶ。それらの総称としてチベット文献という呼称を用いる。
1835年と1841年にロシアのバルト・ドイツ人パヴェル・リヴォヴィチ・シリング・フォン・カンシュタットはおそらくブリヤート寺院からデルゲ版カンギュルとチベット文献を入手し、それらはロシア科学アカデミー東洋古文書研究所に収蔵された。1847年にオランダ人ヤコブ・シュミットがチベット文献目録を、1854年にカンギュル目録をドイツ語で出版した。1889年、ドイツの外交官マックス・フォン・ブラントが雍和宮の写本カンギュルを入手、それはベルリン州立図書館に収蔵され、1914年にヘルマン・ベックがその目録を作成。これは一般にベルリン写本カンギュルと呼ばれる。
1900年、寺本婉雅が北京版カンギュル・テンギュルと蔵外仏教文献を入手、それらは大谷大学図書館に収蔵された。1930年から1932年に『西蔵大蔵経甘殊爾勘同目録』が出版され、続いて仏教学者山口益の監修により総目録とツォンカパ全書などを含む『北京版西蔵大蔵経』が1955年から1961年に鈴木学術財団から影印刊行された。それに先立つ1909年からパルミル・コルディエがフランス国立図書館所蔵の北京版テンギュル目録を出版した。
1902年、ブリヤート人ゴンボジャブ・ツィビコフがラサから、1907年にはブリヤート人バザラ・バラーディンがラブラン・タシキル寺からチベット文献を入手し、それはロシア科学アカデミー東洋古文書研究所に収蔵された。1905年、イギリスの軍人フランシス・ヤングハズバンドがラサで写本カンギュルを入手、それは大英博物館に収蔵され、一般にロンドン写本カンギュルと呼ばれる。
1906年にオーレル・スタインが敦煌文書をイギリスに持ち帰る。それらは大英図書館に所蔵されている。そのチベット文献目録は1962年にルイ・ド・ラ・ヴァレ・プサンと榎一雄によって作られた。1908年あるいは1909年にアメリカ人ウィリアム・ウッドヴィル・ロックヒルはデルゲ版カンギュルを入手した。それらは米国議会図書館に所蔵されている。1909年にフランス極東学院のポール・ペリオが敦煌文書をフランスに持ち帰る。それらはフランス国立図書館に所蔵されている。そのチベット文献目録は1939年からマルセル・ラルーによって三分冊で出版された。

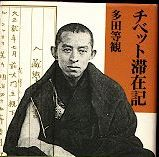
多田等観

1903年と1915年の二度にわたり河口慧海は日本にデルゲ、ナルタン、チョーネ版カンギュル、写本カンギュル、ナルタン版テンギュルと蔵外仏教文献をもたらした。これらは東洋文庫に収蔵され、東京写本カンギュルなどと呼ばれる。1915年にセルゲイ・オルデンブルクが敦煌文書を持ち帰り、それはロシア科学アカデミー東洋古文書研究所に収蔵された。1916年に青木文教は蔵外仏教文献をもたらした。これらは国立民族学博物館などに収蔵された。1923年、多田等観は日本にデルゲ版カンギュル・テンギュルと蔵外文献をもたらした。それらは東北大学に所蔵され、1934年に多田は羽田野伯猷などとともにデルゲ版カンギュル・テンギュルの目録『西蔵大蔵経総目録』を刊行、1953年に蔵外仏教文献目録を出版した。これらは東北目録として高い評価を得た。

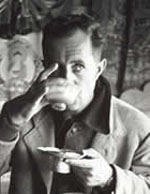
チベットでのトゥッチ

1927年から1948年まで8度チベット・ラダックに入ったイタリア人のジュゼッペ・トゥッチは選びぬかれた膨大な文献と文革による破壊前の貴重な図像をもたらした。それらはイタリア中東極東研究所 (IsMEO) に収蔵され、1994年と2003年にその目録が出版された。1959年にハンガリー人のヨセフ・コマスはチベットのデルゲでデルゲ版カンギュル・テンギュルと蔵外文献を入手した。それらはプラハの東洋研究所チベット図書館に収蔵され1971年に目録が出版された。
以上がオリエンタリズム時代の主な資料収集である。

#### 辞書と文法
1834年にチョマは『蔵英辞典』、『チベット語文法』を編纂した。1839年にシュミットがチョマの研究を基に文法、辞書、目録を1848年に出版した。1858年にフランス人フィリップ・エドゥアール・フーコーはフランス語の『チベット語文法』を著した。
ハインリヒ・アウグスト・イェシュケは1871年に『蔵独辞典』、1881年に『蔵英辞典』、1883年に『チベット語文法』第二版を出版した。サラト・チャンドラ・ダスは1902年に『蔵英辞典』、1915年に文法を出版した。この文法には伝統文法の白眉『シトゥ文法』が付されている。
寺本婉雅は1929年に『西藏語文法』を、池田澄達は1932年に『チベット文法入門』、『初等西蔵語読本』を、 河口慧海は1936年に『西藏文典』を出版した。ジャック・バコーは1928年、1946年、1948年に文法研究の本を、ゲシェー・チュターは1949年に『蔵文辞典』を、稲葉正就は1949年に『チベット語古典文法学』を出版した。

#### 校訂と翻訳

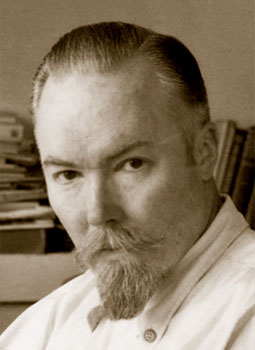
ユーリ・リョーリフ

初期の一部を挙げるとシュミットは1837年に『金剛般若経』を翻訳し、1843年に『賢愚経』チベット訳とその翻訳を出版した。フーコーは1847年に『ラリタヴィスタラ』（普曜経、方広大荘厳経）のチベット訳、1848年に同経の仏訳を出版し、1868年に仏伝を仏訳した。
ロックヒルは1883年、チベット語訳『ウダーナヴァルガ』を英訳した。1884年にチベット大蔵経から仏伝を英訳した。1891年には『衛蔵図識』などに基づきチベットの地誌を出版した。
ワシリエフはブリヤート僧などに学び仏教史を出版し、それは独仏語に訳された。その弟子であるセルゲイ・オルデンブルクは1897年に『仏教文庫』 (ビブリオティカ・ブッティカ) の刊行を開始した。『仏教文庫』には『中論』『入中論』『入菩提行論』『倶舎論』などチベット仏教の基本論書をはじめチャンキャ・ルルペードルジェの『三百尊図像集』や『翻訳名義大集』などを含む。以上のロシアでの研究は全てゲルクの情報提供者の影響を強く受けたものだが、これらと異なるのがユーリ・ニコラエヴィチ・リョーリフ（ドイツ語名ゲオルク・レーリヒ）で、チベット絵画から口語、方言研究を経て11巻の蔵露英辞典を編纂した。また奇才ゲンドゥン・チュンペルとともに訳した『青史』は1949年に出版された名訳で、チベット学の基本資料となった。
トゥッチはこの分野でも画期的な業績を残した。1932年から出版された『インド・チベティカ』叢書、1949年出版『チベット絵巻』、1956年から出版された『小仏教文献』叢書に代表されるが、それらは中共による破壊以前のチベットの貴重な記録となっている。

#### 文化解読

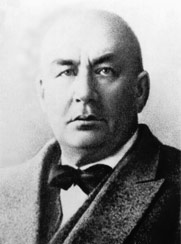
フョードル・シチェルバツコイ

文化解読を提示した文献としてエミール・シュラーギントヴァイトの『チベットの仏教』（1863年）、ローレンス・ウォッデルの『チベットの仏教』（1895年）、アルベルト・グリュンヴェーデルの『チベットとモンゴルの仏教神話』（1900年）、チャールズ・アルフレッド・ベルの『チベット　過去と現在』（1924年）、『チベットの人々』（1928年）、『チベットの宗教』（1931年）、多田等観の『チベット』（1942年）、ヘルムート・ホフマンの『チベットの宗教』（1956年）などが書かれた。この時期の研究は黄帽派とも呼ばれるゲルク派説に特徴づけられている。それは宗祖ツォンカパの尊崇と、それに合わせた他者の解釈であり、以下の文章はその特徴を端的に示している。
「その典拠」とはゲルク文献や情報提供者の説で、上記『仏教文庫』に含まれるヴォストリコフ『チベット歴史文献』はゲルク説からの文献解題書に他ならず、取り扱いに注意を要する。オルデンブルクの弟子で『仏教文庫』にも多くの著作を書いているフョードル・シチェルバツコイはモンゴルなどでゲルク僧より学び、ルイ・ド・ラ・ヴァレ・プサンなどと論争を展開し、仏教学に大きな影響を与えた。
羽田野伯猷はオリエンタリズム期にあって、その偏向を指摘するという優れた分析を発表した。そのアティシャ研究は特に優れている。

### オリエンタリズムから脱却したチベット学

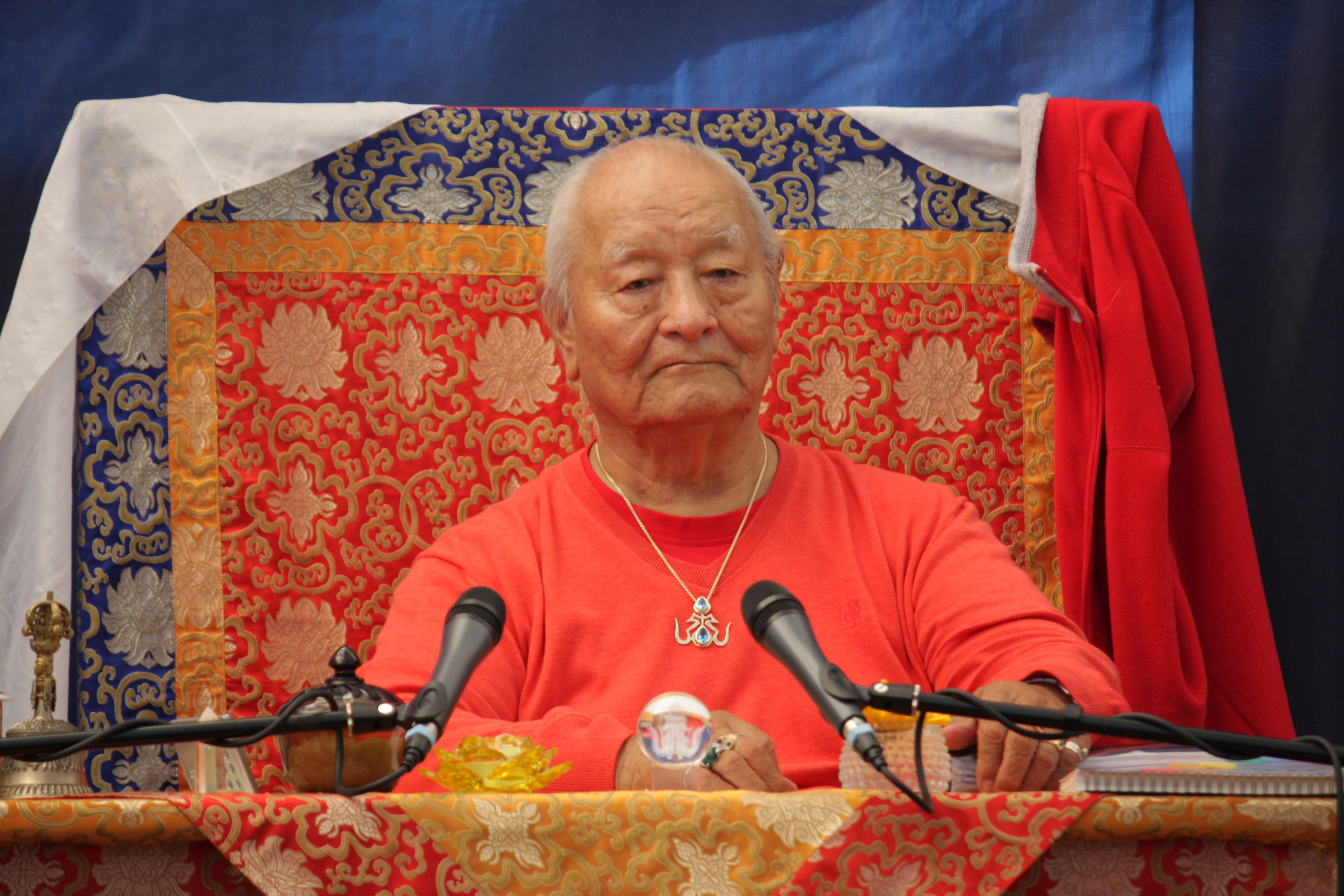
ナムカイ・ノルブ・リンポチェ

1950年代の中国によるチベット侵攻とそれに続くチベット動乱によって、1959年以降、多数のチベット人が国外へ亡命し、チベット学は一変した。ロックフェラー財団は亡命チベット人学者を7か国に送りチベット研究を推進させるプロジェクトを起こした。例えばデシュン・リンポチェはワシントン大学へ、ナムカイ・ノルブ・リンポチェはローマのイタリア中東極東研究所へ、サムテン・カルメイはロンドン大学へ、タルツェ・リンポチェとケツンサンポ・リンポチェは東洋文庫に迎えられた。
このデシュン・リンポチェに学んだデイヴィット・ジャクソンやジーン・スミスはチベット学を一変させた。特にジーン・スミスは米国の公法480(PL480)と呼ばれる食糧援助プログラムにより、亡命チベットのテキストを多量に印刷し、それらは米国議会図書館に収集され、世界宗教高等研究所(IASWR)がその収集本をマイクロフィッシュ化して1977年から公開した。これにより多量のチベット文献が比較的容易に閲覧できるようになり、チベット学は飛躍的に推進された。さらに1999年に設立されたチベット仏教資料センター (TBRC)が膨大なチベット文献をネット上で容易に閲覧できるように公開した。
ロックフェラー財団のプロジェクトも、公法480も政策としては明らかにバルフォア宣言を受けて米国が「近東諸語によるあらゆる重要な著作」を入手しようとした「文化関係政策」と同様のものである。
1970年から2001年までハンブルク大学でネパールのサンスクリットとチベット語写本をマイクロフィルム化し目録化するプロジェクトが行われた。現在その目録が公開されている。インド北西部スピティ地方のタボ寺で、1990年にウィーン大学とイタリア中東極東研究所によって本格的な調査が行われ、多量の古文書が発見された。これらはタポ寺文書などと呼ばれ、敦煌文書のように古形を保存する文献として注目されている。タポ寺文書を含む西ヒマラヤ写本調査研究がウィーン大学で精力的になされている。これはカンギュル・テンギュルも含むチベット文献の総合研究で、特にカンギュル研究は他の追従を許さない徹底的なものである。最近にデータベースが公開され諸本目録が比較参照できるようになるなど日々進化している。
中国の文革によってチベット本土の文献はほとんど消滅したが、一部の文献が北京民族文化宮チベット文献図書館に保存されていた。これらの目録が出版され、ペルツェク・チベット古籍研究室からカダム文献など散逸したと思われていた膨大な文献が精力的に出版されている。
敦煌文書については、1994年に国際敦煌プロジェクト (IDP) が設立され、1998年にデータベースが公開された。これにより敦煌文書もネット上で容易に閲覧できるようになった。

## 関連文献
- B. Ghosh, A Review of Sources of History of Tibet, Bulletin of Tibetology, 1996 （英語）
- Toni Huber and Tina Niermann, Tibetan Studies at the Berlin University: A Brief Institutional History, In: P. Maurer & P. Schwieger (eds.) Tibetstudien. Festschrift für Dieter Schuh zum 65. 2007